# Vincent Jouk-Hrychkievitch
Vincent Jouk-Hrychkievitch (en biélorusse Вінцэнт Жук-Грышкевіч), né le 10 février 1903 à Boudslau, dans le raïon de Miadzel, et mort le 14 février 1989 à Barrie, Canada, est un homme politique biélorusse et président de la Rada de la République démocratique biélorusse entre 1970 et 1982. 

## Biographie
Vincent Jouk-Hrychkievitch est diplômé de l'Université Charles de Prague en 1927 et travaille comme professeur à Vilnius. En 1940, il est déporté en Sibérie. Pendant la Seconde Guerre mondiale, il sert dans l'armée polonaise en Italie et, après la guerre, il est l'un des fondateurs de l'Association londonienne des Biélorusses en Grande-Bretagne. En 1950, Jouk-Hrychkievitch émigre à Toronto, au Canada, où il a obtenu son doctorat de la littérature. De 1954 à 1956, Jouk-Hrychkievitch était le chef du Service de Radio-Libération de la Biélorussie (plus tard Liberté) à Munich, en Allemagne. Sa vie a été documentée par le livre de son épouse Raïssa Jouk-Hrychkievitch.